# James Leonard Gordon
James Leonard T. Gordon (Subic, 17 januari 1917 - Olongapo, 20 februari 1967) was een Filipijns politicus. Hij was burgemeester van Olongapo vanaf 1964 tot zijn dood als gevolg van een moordaanslag in het stadhuis.

## Biografie
James Leonard Gordon werd geboren op 17 januari 1917 in Subic in de Filipijnse provincie Zambales. Zijn ouders waren de Amerikaanse marinier John Jacob Gordon en de Filipijnse Veronica Tagle, een dochter van Jose Tagle, bekend van zijn heldenrol in de Slag bij Imus tijdens de Filipijnse revolutie. Gordon koos in tegenstelling tot zijn vier broers voor het Filipijns staatsburgerschap en studeerde na het voltooien van zijn middelbare school in Olongapo luchtvaarttechniek aan de Far Eastern University. Toen de Japanners in 1941 de Filipijnen binnenvielen sloot Gordon zich aan bij een guerrillabeweging. Na de oorlog zette hij samen met zijn vrouw diverse restaurants en nachtclubs op onder de naam Admiral Enterprises.
Gordon was raadslid van Olongapo en vicegoverneur van de provincie Zambales voor hij eind 1963 werd gekozen tot burgemeester van de gemeente Olongapo. Toen Olongapo in 1966 een stad werd, was Gordon de eerste burgemeester van de nieuwe stad. Hij stond bekend als een goed bestuurder die maatregelen nam tegen corruptie en criminaliteit. Gedurende zijn periode als burgemeester werd diverse malen een aanslag op zijn leven gepleegd. Nadat hij in 1965 twee aanslagen met granaten had overleefd, kwam hij twee jaar later bij een derde aanslag op 50-jarige leeftijd om het leven. Hij werd van dichtbij door het hoofd geschoten in de stadhuis van Olongapo. De dader was een voormalige gevangene. De opdrachtgever voor de moord is nooit gepakt.
Gordon was getrouwd met Amelia Juico en kreeg met haar zes kinderen. Na zijn dood werd zijn vrouw Amelia in 1968 gekozen tot burgemeester van Olongapo. Een van hun kinderen was politicus Dick Gordon. Dick Gordon was ook burgemeester van Olongapo en werd later gekozen in de Senaat van de Filipijnen. Bij de verkiezingen van 2010 was hij een van de kandidaten voor het presidentschap. Hij nam het bij deze verkiezingen onder meer op tegen John Carlos de los Reyes, een kleinzoon van James Leonard Gordon.

## Bron
- Carlos Quirino (1995) Who's who in Philippine history, Tahanan Books, Manilla

- International Standard Name Identifier: 0000 0001 1046 2303
- Library of Congress Control Number: no97042016
- Virtual International Authority File: 24206232
- WorldCat: E39PBJB4cQkPPxgW9ppYyHRMyd